# Moonshiner
Moonshiner  è il primo album dei Boohoos, prodotto dalla Electric Eye di Claudio Sorge nel 1987.

## Tracce
Lato A
1. Nancy's Throat
2. Ghostdriver
3. Downtown Train
4. My H.E.L.

Lato B
1. Oh You Mandrax
2. Meet Us (In St. Louis-Louie)
3. The Hoo
4. When I Come Home